# Quino Colom
Joaquim «Quino» Colom Barrufet (Andorra la Vieja, 1 de noviembre de 1988) es un exjugador de baloncesto español que disputó 19 temporadas como profesional. Con 1,88 metros de altura, jugaba en el puesto de base. Fue campeón mundial con España en 2019. Su hermano Guillem también es jugador de baloncesto.

## Trayectoria
Colom se formó en las categorías inferiores del River Andorra y del Plus Pujol Lleida. En la temporada 2006/07 ficha por el CAI Zaragoza. Tras un año en el club maño, es cedido primero al CB L'Hospitalet en la temporada 2007/08 y un año más tarde al Plus Pujol Lleida  de la liga LEB Oro con el que solo juega hasta mediada la campaña, ya que su gran primera vuelta hace que el recién nombrado entrenador del CAI Zaragoza, Alberto Angulo le reclame para jugar el resto de la temporada en la liga ACB a sus órdenes.
En el verano de 2009 se incorpora a las filas del Baloncesto Fuenlabrada tras firmar un contrato por tres temporadas.
En febrero de 2012, tras afianzarse como un jugador importante en el Baloncesto Fuenlabrada, renueva por dos temporadas con el equipo madrileño.
Después de cuatro temporadas en las que se afianza en ACB con el Baloncesto Fuenlabrada, durante la temporada 2013-14 juega en el Club Baloncesto Estudiantes
En agosto de 2014 ficha por el Bilbao Basket de la Liga ACB.
En verano de 2015 ficha por el UNICS Kazán, donde estuvo tres temporadas defendiendo la camiseta del conjunto ruso y otra más en el basket turco con el Bahçeşehir Koleji S.K..
Al comienzo de la temporada 2020-21, el jugador no sería inscrito por Valencia Basket en ningún partido oficial pero siguió entrenándose, pese a ser convocado y disputar dos partidos con la selección en las ventanas FIBA.
El 16 de diciembre de 2020, firma por el Estrella Roja de la ABA Liga.
El 7 de mayo de 2021 ficha por el TD Systems Baskonia para ocupar la plaza de Luca Vildoza, tras la marcha de este a los New York Knicks de la NBA.
El 20 de agosto de 2021, firma con el AEK de la A1 Ethniki.
El 12 de julio de 2022, firma por el Bàsquet Girona de la Liga Endesa.
El 26 de junio de 2024 se hizo oficial que el jugador andorrano no continuaría en el Bàsquet Girona tras dos temporadas en el club gerundense.
El 25 de febrero de 2025 tras estar una temporada sin equipo, el jugador andorrano decide colgar las botas y poner fin a una trayectoria de 19 temporadas en activo.

## Selección nacional
Fue integrante de las selecciones júnior de España. Disputó el EuroBasket Sub-18 de 2006 llevándose el bronce, luego el Mundial Sub-19 de 2007 en Serbia, y el EuroBasket Sub-20 de 2008, donde de nuevo consiguió la medalla de bronce.
Debutó con la selección española absoluta en julio de 2017, en los encuentros clasificatorios del Mundial 2019.
En septiembre de 2019 sería integrante del conjunto que ganó el oro en el Mundial de China. 
Luego sería un fijo en las convocatorias de Sergio Scariolo para las ventanas de clasificación del europeo en 2020 y para el mundial en 2021, pero no disputó ninguno de los dos torneos.